# سد كاميجو
سد كاميجو  هو سد خرساني يقع في محافظة ياماغاتا في اليابان. يستخدم السد لإنتاج الطاقة. تبلغ مساحة مستجمعات المياه في السد 1810 كيلومترًا مربعًا. يحجز السد حوالي 100 هكتار من الأرض عندما يمتلئ ويمكنه تخزين 7660 ألف متر مكعب من المياه. بدأ بناء السد في عام 1961 واكتمل في عام 1962. 